# Сонячне (Кропивницький район)
Со́нячне — село в Україні, у Первозванівській сільській громаді Кропивницького району Кіровоградської області. Населення становить 866 осіб. Орган місцевого самоврядування — Первозванівська сільська рада.
До 1988 року — поселення тваринницького комплексу колгоспу імені Шевченка.

## Населення
Згідно з переписом УРСР 1989 року чисельність наявного населення села становила 761 особа, з яких 377 чоловіків та 384 жінки.
За переписом населення України 2001 року в селі мешкало 865 осіб.

### Мова
Розподіл населення за рідною мовою за даними перепису 2001 року:
| Мова       | Відсоток |
| ---------- | -------- |
| українська | 86,72 %  |
| російська  | 12,93 %  |
| молдовська | 0,23 %   |
| білоруська | 0,12 %   |

### Уродженці
- Бікмурзін Олександр Олександрович (2000—2022) — солдат Збройних Сил України, учасник російсько-української війни, що загинув у ході російського вторгнення в Україну в 2022 році.